# Naoko Iijima
Naoko Iijima (jap. 飯島直子 Iijima Naoko; ur. 29 lutego 1968 w Kōhoku) – japońska aktorka, modelka oraz piosenkarka. Wraz z Naoko Amihamą należały do duetu W-Nao.

## Filmografia

### Seriale
- Kinpika (Wowow 2016)
- Ohsugi Tantei Jimukyoku (TBS 2015)
- Itsuka Hi no Ataru Basho de SP (NHK 2014) jako Ayaka Eguchi
- Last Cinderella (Fuji TV 2013)
- Itsuka Hi no Ataru Basho de (NHK 2013) jako Ayaka Eguchi
- Saigo kara 2banme no Koi SP (Fuji TV 2012)
- Nasake no Onna SP (TV Asahi 2012)
- Saigo kara 2banme no Koi (Fuji TV 2012)
- Nasake no Onna (TV Asahi 2010)
- Yume no Mitsukekata Oshietaru! 2 (Fuji TV 2010)
- Hitomi (NHK 2008)
- Shinjitsu no Shuki BC-kyu Senpan Kato Tetsutaro: Watashi wa Kai ni Naritai (NTV 2007)
- Jodan ja nai! (TBS 2007)
- Hyoten 2006 (TV Asahi 2006)
- Hero SP (Fuji TV 2006)
- Rokusen Nin no Inochi no Visa (YTV 2005)
- Kegareta Shita (TBS 2005)
- Shukumei (Wowow 2004)
- Rikon Bengoshi SP (Fuji TV 2004)
- Nebaru Onna (NHK 2004)
- Hakoiri Musume (KTV 2003)
- Otousan (TBS 2002)
- Wedding Planner (Fuji TV 2002)
- Koi wo Nannen Yasundemasu ka (TBS 2001)
- Hero (Fuji TV 2001) odc. 8
- Bus Stop (Fuji TV 2000)
- Out (Fuji TV 1999)
- Konya Uchu no Katasumi de (Fuji TV 1998)
- Tomoko to Tomoko (TBS 1997)
- Oishii Kankei (Fuji TV 1996)
- Mahiru no Tsuki (TBS, 1996)
- Jinsei wa Jojo da (Fuji TV 1995)
- Sashow Taeko Saigo no Jiken (Fuji TV 1995)
- Uchi ni Oideyo (TBS 1995)
- Juu nana sai (Fuji TV 1994)

### Filmy
- Mikocchaken (2018)
- High & Low The Movie 3 Final Mission (2017)
- High & Low The Red Rain (2016)
- Home: Itoshi no Zashiki Warashi (2012)
- Eiga: Kurosagi (2008)
- Smile Seiya no Kiseki (2007)
- Messengers (1999)
- Zero Woman: Keishicho 0-ka no Onna (1995)
- Birthday Present (1995)